# Onggi
Onggi bezeichnet ein speziell in Korea genutztes Steinzeug, aus dem Kochgeschirr und Vorratsgefäße fertigt werden. Insbesondere wird diese Form der Keramik zur Fermentierung genutzt. Charakteristisch ist die braune Färbung, die durch den Eisengehalt des verarbeiteten Tons bedingt ist.

## Geschichte

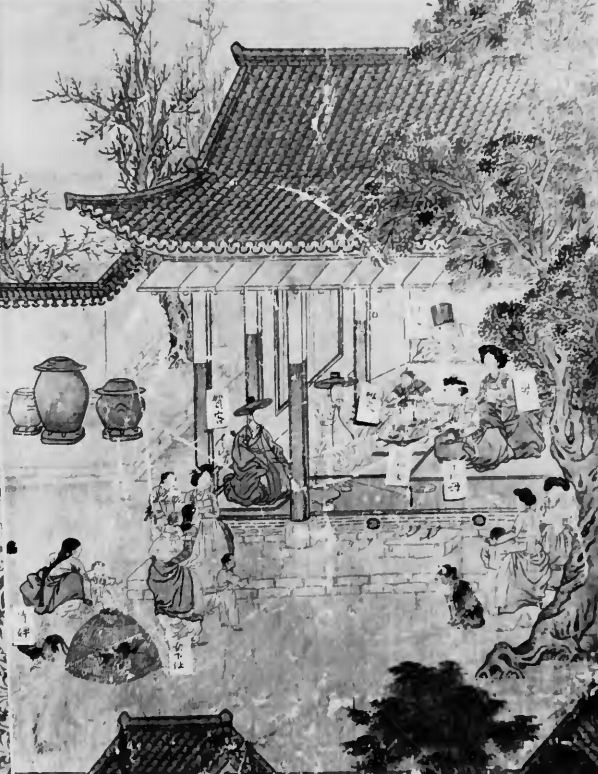
Die früheste bekannte Darstellung von Onggi-Gefäßen in einer Darstellung von 1781 aus der bebilderten Biographie des Hong Yi-San im Koreanischen Nationalmuseum.

Die Entwicklung von Onggi geht bis etwa 4000 bis 5000 v. Chr. zurück. Produziert wurden zu dieser Zeit Keramik mit und ohne Dekor und sowohl eine rote als auch eine schwarze Variante. Das Steingut ohne Dekor wurde aus Tonklumpen und feinem Sand hergestellt, während die Vorläufer des Goryeo-Seladon und des Joseonzeitlichen weißen Porzellan keinen Sand enthielten. Moderne Onggi-Formen gehen allerdings auf die Joseonzeit, wohl um das 18. bis 19. Jahrhundert, zurück.
Keramik wurde auf der koreanischen Halbinsel bereits in vorgeschichtlicher Zeit zur Lagerung von Nahrungsmitteln genutzt. Während der Zeit der Drei Reiche von Korea finden sich Darstellungen von verschiedenen Gefäßtypen in Goguryeo, Baekje und Silla. Schriftliche Aufzeichnungen belegen, dass solche Keramik zur Aufbewahrung von Trinkwasser, Reis, Alkohol, Ölen, Sojasoße und gesalzenem Fisch genutzt wurde. In den Gyeongguk Daejeon der frühen Joseonzeit werden 104 Onggi-Hersteller in 14 Institutionen, inklusive des Tempels Bongeunsa, aufgelistet. Weitere Aufzeichnungen zu Onggi finden sich zur Zeit König Sejongs. Dort werden auch Details zur Herstellung aufgeführt. Für die Herstellung von fermentierten Lebensmitteln in Onggi war die koreanische Halbinsel lange bekannt und das Verfahren wird auch in den Annalen der Drei Königreiche erwähnt.

## Nutzung
Onggi ist wesentlich poröser als Porzellan, womit Fermentierung begünstigt wird. Unter den üblicherweise in Onggi hergestellten Lebensmitteln sind mit Gochujang, Doenjang, Kimchi und Sojasoße viele typische Zutaten der koreanischen Küche. Die Oberflächenstruktur von Onggi kann für die Herstellung bestimmter Produkte optimiert werden. Da die Materialien für die Herstellung von Onggi einfach und günstig verfügbar sind, war Onggi auch für die Unter- und Mittelschicht erschwinglich.
Die natürlichen Ressourcen, insbesondere das Vorkommen von Sojabohnen, und das für mikrobielles Wachstum geeignete Klima der koreanischen Halbinsel trugen zur Entwicklung von Fermentierungsmethoden bei. Parallel dazu ermöglichte die Weiterentwicklung der Onggikeramik weitere Methoden der Lebensmittelverarbeitung. Große Onggi-Töpfe wurden üblicherweise auf Jangdokdae, nahe dem Haus gelegenen, etwas erhöhten Flächen, aufgestellt.
Neben fermentierten Lebensmitteln werden aber auch andere Lebensmittel und Gegenstände in diesen Gefäßen gelagert, beispielsweise Tabak, Kerzen oder gekochter Reis. Daneben werden auch größere Haushaltsgegenstände wie Lampen, Ritualgegenstände oder auch Musikinstrumente in Onggi aufbewahrt.

## Merkmale
Onggi werden von spezialisierten Handwerkern (Koreanisch Onggijang, 옹기장) hergestellt. Das Design der Töpfe wird von den klimatischen Bedingungen der jeweiligen Herstellungsregion beeinflusst. Daher variieren die Form, Größe und Herstellung je nach Herstellungsort.
Allen Onggi gemein ist biologische Abbaubarkeit, Porosität, Resistenz gegen Fäulnis und Stabilität der Ware. Wegen der relativ niedrigen Feuertemperatur werden Onggi selten archäologisch nachgewiesen, da die Scherben normalerweise wieder zu Ton zerfallen oder als Schlacke genutzt werden. Die Eigenschaften von Onggi, die besonders geschätzt werden, sind die Atmungsaktivität, Stabilität, Eignung für Fermentierung, günstiges Preis-Leistungs-Verhältnis und vielseitige Nutzbarkeit.

### Porosität
Onggi werden vor dem ersten und einzigen Brand glasiert. Diese Glasur sorgt dafür, dass die Oberfläche wasserdicht ist und schützt vor Lecks. Der dem Ton zugefügte Sand sorgt gleichzeitig für feine Löcher im Körper des Topfes, sodass Luft passieren kann. Diese speziellen Eigenschaften machen die Töpfe besonders geeignet für Fermentierung.

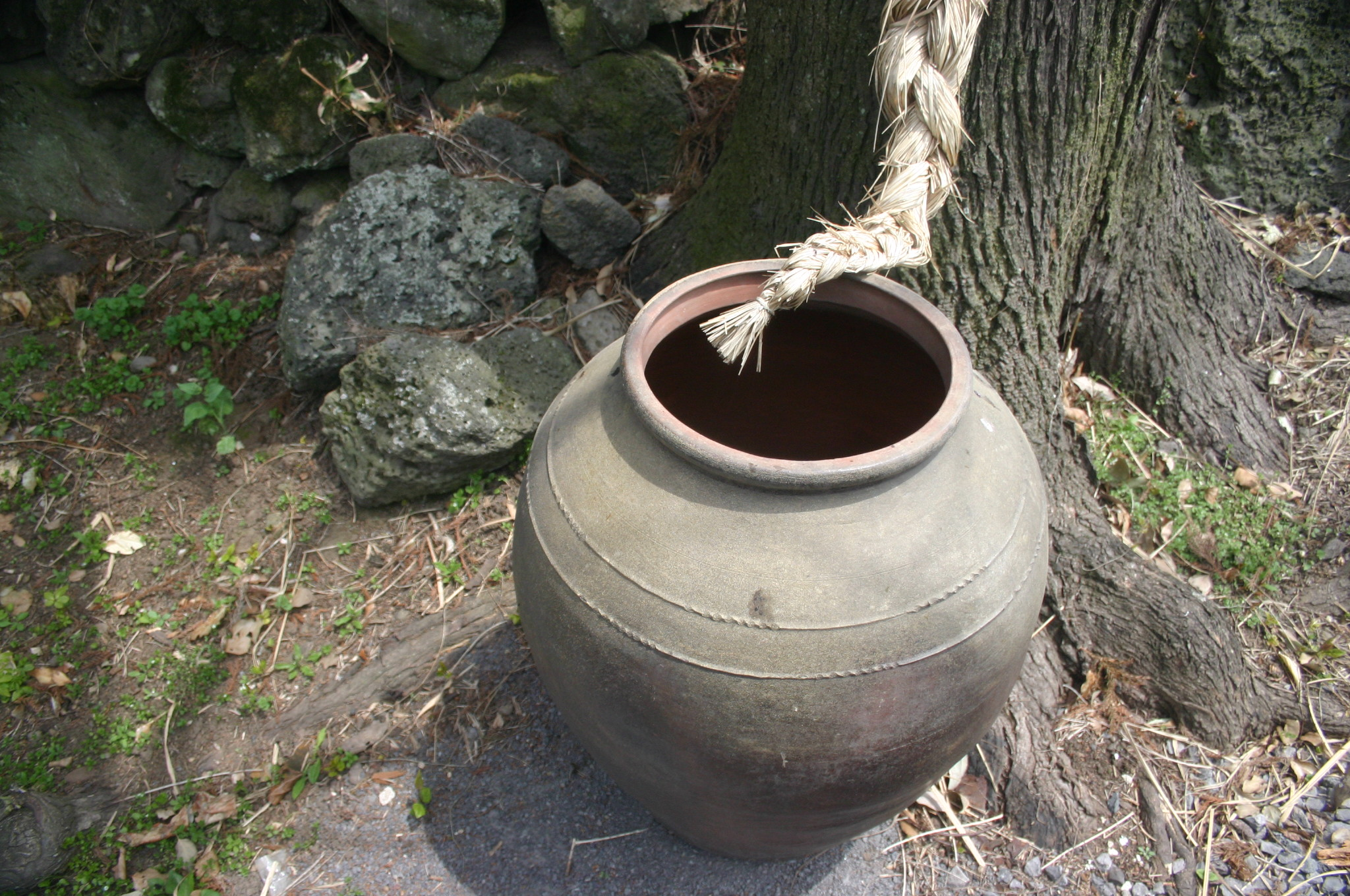
Onggi-Topf

## Herstellung
Onggitöpfe werden aus Ton mit einem sehr hohen Eisengehalt hergestellt, was die charakteristische braune Färbung verursacht. Zunächst wird die Erde in Wasser gewaschen, um Sand und andere Verunreinigungen zu entfernen. Nachdem das resultierende Sediment vom Wasser getrennt worden ist, wird es zu einem Gefäß geformt, die in der Sonne getrocknet wird. Der Töpfer trocknet dieses Gefäß nochmals und wäscht es mit Lauge aus. Nach erneutem Trocknen folgt die Glasur, auf die eine Orchideen- oder Grasmuster aufgemalt werden kann. Wenn das Gefäß erneut luftgetrocknet ist, wird es gebrannt und damit fertiggestellt. Daneben gibt es andere Methoden, mit denen scheibengedrehte Töpfe hergestellt werden können. Die Töpfe werden  gelegentlich innen geschmaucht, um Schädlingsbefall vorzubeugen. Je nach Verarbeitung werden vier Typen von Onggi unterschieden. Herstellungsmethoden variieren jedoch auch zu verschiedenen Zeiten und je nach Herstellungsort.

## Aktuelle Bedeutung
Nachdem sich seit in den 1960er Jahren Plastik und Edelstahl immer weiter verbreiteten, wurde Onggi 1989 zur Erhaltung des Herstellungswissens zum Kulturerbe ernannt. 1990 wurden das Handwerk der Onggijang in die Liste des Immateriellen Kulturerbes Koreas aufgenommen und ist dort Nummer 96. In Ulsan gibt es ein Museumsdorf, in dem Besuchern die traditionellen Herstellungstechniken vorgeführt werden. Onggi wird zudem dem Zeitgeschmack angepasst und von Künstlern neu interpretiert.
Seit den 1970er Jahren wurde Onggi auch wissenschaftlich untersucht, insbesondere um die Lebensmittelsicherheit der Glasuren zu gewährleisten. Die Ware wird noch immer genutzt und gibt den darin hergestellten Lebensmitteln einen charakteristischen Geschmack.